# هگزاکلروفسفاژن
هگزاکلروفسفاژن (به انگلیسی: Hexachlorophosphazene) با فرمول شیمیایی N۳Cl۶P۳ یک ترکیب شیمیایی با شناسه پاب‌کم ۲۲۰۲۲۵ است. که جرم مولی آن 347.66 g/mol می‌باشد. شکل ظاهری این ترکیب، بلورهای بی‌رنگ است.